# Mario Gaspar
Mario Gaspar, właśc. Mario Gaspar Pérez Martínez lub Mario (ur. 24 listopada 1990 w Novelda) – hiszpański piłkarz, występujący na pozycji prawego obrońcy w angielskim klubie Watford.

## Kariera klubowa
15 marca 2009 w wieku 18 lat Mario zaliczył debiut w pierwszej drużynie Villarreal CF w meczu przeciwko Atlético Madryt zastępując Giuseppe Rossiego w ostatnich 25 minutach spotkania.
Cały sezon 2009/2010 Mario spędził w drużynie rezerw Villarrealu rozgrywając w tym czasie 31 spotkań.
Mario został włączony do pierwszej drużyny w trakcie sezonu 2011/2012 w wyniku kontuzji kolana Ángela Lópeza. 16 stycznia 2011 zaliczył swój pierwszy występ w wyjściowym składzie. Zaliczył wtedy 90 minut w wygranym meczu przeciwko Osasunie.

## Kariera reprezentacyjna
W reprezentacji Hiszpanii zadebiutował 12 października 2015 w wygranym 1:0 meczu eliminacji do Euro 2016 z Ukrainą, w którym strzelił jedynego gola.

## Statystyki klubowe
| Sezon   | Klub            | Kraj      | Liga               | Mecze | Bramki | Puchar Kraju | Mecze | Bramki | Rozgrywki Europy                    | Mecze | Bramki |
| ------- | --------------- | --------- | ------------------ | ----- | ------ | ------------ | ----- | ------ | ----------------------------------- | ----- | ------ |
| 2007/08 | Villarreal CF B | Hiszpania | Segunda División B | 17    | 0      | -            | -     | -      | -                                   | -     | -      |
| 2008/09 | Villarreal CF B | Hiszpania | Segunda División B | 18    | 0      | -            | -     | -      | -                                   | -     | -      |
| 2008/09 | Villarreal CF   | Hiszpania | Primera División   | 18    | 0      | -            | -     | -      | -                                   | -     | -      |
| 2009/10 | Villarreal CF B | Hiszpania | Segunda División   | 19    | 0      | -            | -     | -      | -                                   | -     | -      |
| 2010/11 | Villarreal CF   | Hiszpania | Primera División   | 22    | 0      | Puchar Króla | 5     | 0      | Liga Europy UEFA                    | 11    | 0      |
| 2010/11 | Villarreal CF B | Hiszpania | Segunda División   | 20    | 3      | -            | -     | -      | -                                   | -     | -      |
| 2011/12 | Villarreal CF   | Hiszpania | Primera División   | 23    | 1      | Puchar Króla | 1     | 0      | Liga Mistrzów UEFA                  | 5     | 0      |
| 2012/13 | Villarreal CF   | Hiszpania | Segunda División   | 22    | 0      | -            | -     | -      | -                                   | -     | -      |
| 2013/14 | Villarreal CF   | Hiszpania | Primera División   | 36    | 1      | Puchar Króla | 1     | 0      | -                                   | -     | -      |
| 2014/15 | Villarreal CF   | Hiszpania | Primera División   | 34    | 3      | Puchar Króla | 6     | 0      | Liga Europy UEFA                    | 11    | 1      |
| 2015/16 | Villarreal CF   | Hiszpania | Primera División   | 33    | 2      | Puchar Króla | 1     | 0      | Liga Europy UEFA                    | 10    | 0      |
| 2016/17 | Villarreal CF   | Hiszpania | Primera División   | 36    | 0      | Puchar Króla | 3     | 0      | Liga Mistrzów UEFA Liga Europy UEFA | 2 2   | 0 0    |
| 2017/18 | Villarreal CF   | Hiszpania | Primera División   | 32    | 2      | Puchar Króla | 1     | 0      | Liga Europy UEFA                    | 5     | 0      |
| 2018/19 | Villarreal CF   | Hiszpania | Primera División   | 31    | 1      | Puchar Króla | 1     | 0      | Liga Europy UEFA                    | 8     | 0      |

Stan na: 15 maja 2019